# Ire législature de la Cinquième République française
La Ire législature de la Ve République française est un cycle parlementaire qui s'ouvre le 9 décembre 1958 et se termine le 9 octobre 1962, à la suite d'une dissolution de l'Assemblée nationale française décidée par Charles de Gaulle.

## Composition de l'exécutif

### Président de la République
Lors de l'institution de la Ire législature de la Ve République française, René Coty, le dernier président de la IVe République est toujours en fonction. Il le reste du début de la législature jusqu'au 8 janvier 1959, date a laquelle il est remplacé par Charles de Gaulle qui devient alors le premier président de la Ve République française à la suite de l'élection présidentielle de 1958.

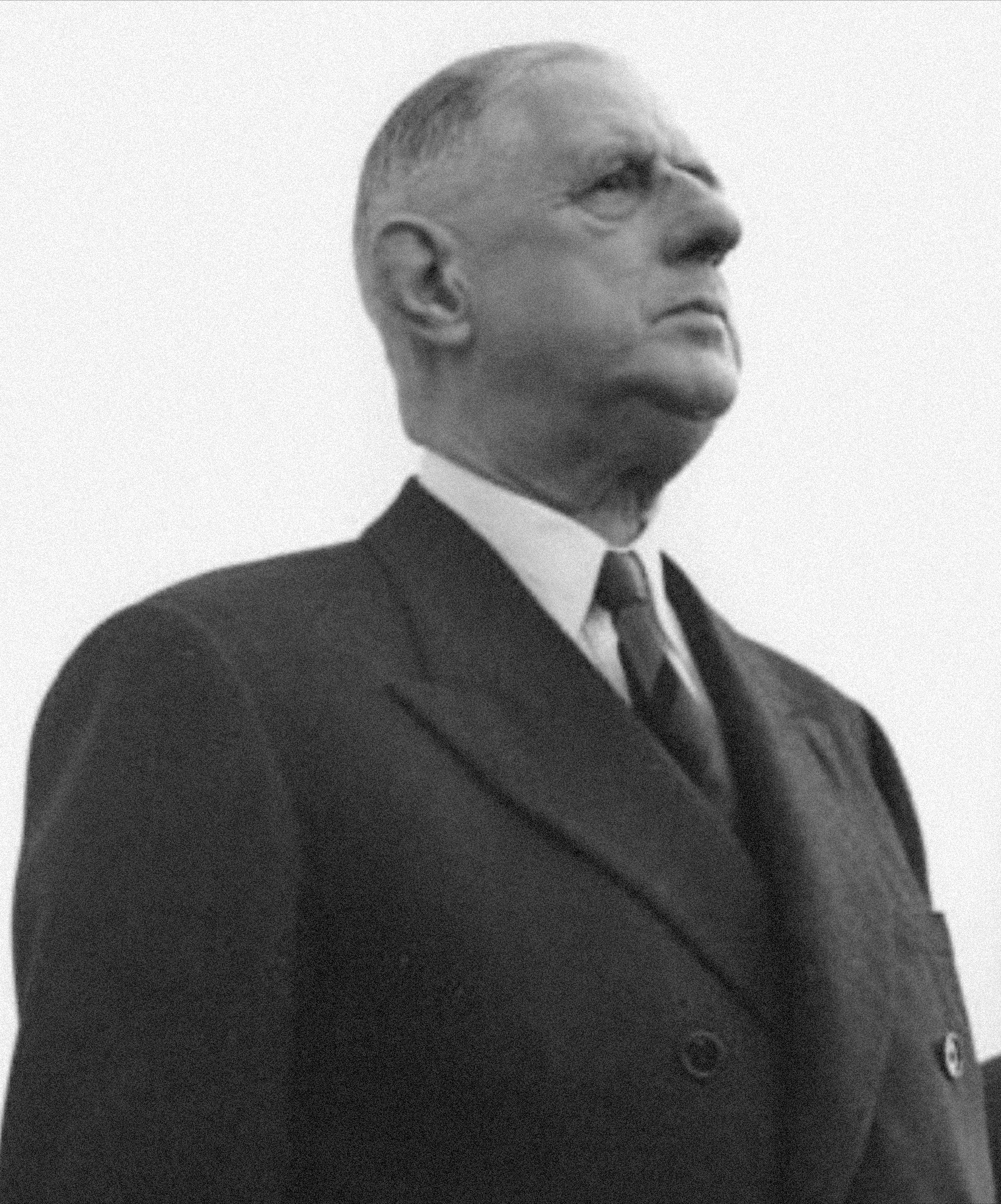
Charles de Gaulle, président de la République du 8 janvier 1959 au 28 avril 1969.

### Premiers ministres et gouvernements successifs
Michel Debré et son gouvernement sont nommés le 8 janvier 1959. Ils sont remplacés par Georges Pompidou et son gouvernement à partir du 14 avril 1962 et jusqu'à la fin du cycle.
| Gouvernement | Gouvernement | Gouvernement                      | Dates (Durée)                                             | Partis                        | Premier ministre | Composition initiale              |
| ------------ | ------------ | --------------------------------- | --------------------------------------------------------- | ----------------------------- | ---------------- | --------------------------------- |
| 1            |              | Gouvernement Michel Debré         | 8 janvier 1959 - 14 avril 1962 (3 ans, 3 mois et 6 jours) | UNR - MRP - CNIP - PDCI - RAD | Michel Debré     | 19 ministres 7 secrétaires d'État |
| 2            |              | Gouvernement Georges Pompidou (1) | 14 avril 1962 - 7 décembre 1962 (7 mois et 23 jours)      | UNR - MRP - CNIP - UDT        | Georges Pompidou | 19 ministres 9 secrétaires d'État |

## Composition de l'Assemblée nationale

### Résultats des élections législatives de 1958
| Partis politiques ou coalitions | Partis politiques ou coalitions                       | 1er tour  | 1er tour | 2d tour | 2d tour |
| Partis politiques ou coalitions | Partis politiques ou coalitions                       | Voix      | %        | Sièges  | %       |
| ------------------------------- | ----------------------------------------------------- | --------- | -------- | ------- | ------- |
|                                 | Parti communiste français (PCF)                       | 3 882 204 | 19,02    | 10      | 1,8     |
|                                 | Union pour la nouvelle République (UNR)               | 3 603 958 | 17,66    | 189     | 34,6    |
|                                 | Section française de l'Internationale ouvrière (SFIO) | 3 167 354 | 15,52    | 40      | 7,3     |
|                                 | Centre national des indépendants et paysans (CNIP)    | 2 815 176 | 13,79    | 132     | 24,2    |
|                                 | Divers droite                                         | 2 395 751 | 11,74    | 81      | 14,8    |
|                                 | Mouvement républicain populaire (MRP)                 | 1 858 380 | 9,11     | 57      | 10,4    |
|                                 | PRV, RGR & assimilés                                  | 1 669 890 | 8,18     | 35      | 6,4     |
|                                 | Extrême droite                                        | 669 518   | 3,28     | -       | 0,0     |
|                                 | Union des forces démocratiques (UFD)                  | 347 298   | 1,7      | 2       | 0,4     |

### Composition initiale
546 députés sont élus aux élections législatives de 1958 suivant cette répartition :
- 465 pour la France métropolitaine
- 67 pour l'Algérie française
- 4 pour les départements des Oasis et de la Saoura
- 10 pour les départements de la Guadeloupe, de la Guyane, de la Martinique et de La Réunion.

Ne sont pas élus lors de cette élection les 33 députés des Territoires d'outre-mer élus précédemment, qui seront maintenus jusqu'au 15 juillet 1959.

#### Groupes parlementaires
| Groupe parlementaire               | Groupe parlementaire               | Groupe parlementaire                                     | Députés                            | Députés                            | Députés |  |
| Groupe parlementaire               | Groupe parlementaire               | Groupe parlementaire                                     | Membres                            | Apparentés                         | Total   |  |
| ---------------------------------- | ---------------------------------- | -------------------------------------------------------- | ---------------------------------- | ---------------------------------- | ------- |  |
|                                    | UNR                                | Union pour la nouvelle République                        | 199                                | 7                                  | 206     |  |
|                                    | IPAS                               | Indépendants et paysans d'action sociale                 | 107                                | 10                                 | 117     |  |
|                                    | FAEAS                              | Formation administrative des élus d'Algérie et du Sahara | 66                                 | 0                                  | 66      |  |
|                                    | RPCD                               | Républicains populaires et du Centre démocratique        | 49                                 | 15                                 | 64      |  |
|                                    | SOC                                | Socialiste                                               | 43                                 | 4                                  | 47      |  |
|                                    | FANI                               | Formation administrative des non-inscrits                | 40                                 | 0                                  | 40      |  |
|                                    |                                    |                                                          |                                    |                                    |         |  |
| Total de députés membre de groupes | Total de députés membre de groupes | Total de députés membre de groupes                       | Total de députés membre de groupes | Total de députés membre de groupes | 540     |  |
|                                    | Isolés                             | Isolés                                                   | Isolés                             | Isolés                             | 36      |  |
|                                    |                                    |                                                          |                                    |                                    |         |  |
| Total des sièges pourvus           | Total des sièges pourvus           | Total des sièges pourvus                                 | Total des sièges pourvus           | Total des sièges pourvus           | 576     |  |
|                                    |                                    |                                                          |                                    |                                    |         |  |
| Vacants                            | Vacants                            | Vacants                                                  | Vacants                            | Vacants                            | 3       |  |

### Modifications à la composition de l'Assemblée
Conformément au principe constitutionnel de séparation des pouvoirs, les députés nommés au gouvernement laissent leur siège à l'Assemblée à leur suppléant un mois après leur nomination ministérielle. De même, lorsqu'ils quittent leurs fonctions gouvernementales, ils retrouvent leur siège au palais Bourbon un mois plus tard.
La composition de l'Assemblée nationale varie au cours de la législature : En 1959, 4 nouvelles circonscriptions sont créées : les Côte française des Somalis, Saint-Pierre-et-Miquelon, Nouvelle-Calédonie et dépendances, Comores et le 25 mars 1962 Wallis-et-Futuna. Le 3 juillet 1962, le mandat des 71 députés de l'Algérie française prend fin en raison de l'indépendance.
Les 33 députés des Territoires d'outre-mer élus précédemment sont maintenus jusqu'au 15 juillet 1959 à l'exception des sièges vacants qui ne seront pas remplacés par des élections législatives partielles.
Cinq de ces sièges ont ensuite été pérennisés et ont donné lieu à des élections partielles et 1 siège supplémentaire a été créée pour la Circonscription des Comores.
Un siège supplémentaire est créé pour la Circonscription de Wallis-et-Futuna le 29 juillet 1961 qui sera pourvu le 25 mars 1962
| # | Dates de l’élection | Circonscription                                      | Député élu lors de la IIIe législature de la Quatrième République française | Parti                       | Parti                       | Groupe                      | Député élu ou réélu lors de l'élection | Parti | Parti | Groupe |
| - | ------------------- | ---------------------------------------------------- | --------------------------------------------------------------------------- | --------------------------- | --------------------------- | --------------------------- | -------------------------------------- | ----- | ----- | ------ |
| 1 | 19 avril 1959       | Côte française des Somalis                           | Mahmoud Harbi                                                               |                             | SE                          | NI                          | Hassan Gouled Aptidon                  |       | UNR   | UNR    |
| 2 | 10 mai 1959         | Saint-Pierre-et-Miquelon                             | Alain Savary                                                                |                             | SFIO                        | SOC                         | Dominique-Antoine Laurelli             |       | SE    | UNR    |
| 3 | 24 mai 1959         | Circonscription de Nouvelle-Calédonie et dépendances | Maurice Lenormand                                                           |                             | UC                          | RPCD                        | Maurice Lenormand                      |       | UC    | RPCD   |
| 4 | 31 mai 1959         | Comores                                              | Saïd Mohamed Ben Chech Abdallah Cheikh                                      |                             | UDSR                        | UNR                         | Saïd Mohamed Ben Chech Abdallah Cheikh |       | UDSR  | UNR    |
| 4 | 31 mai 1959         | Comores                                              | Saïd Mohamed Ben Chech Abdallah Cheikh                                      | Said Ibrahim bin Said Ali   | UDSR                        | UNR                         |                                        | UNR   | UNR   |        |
| 5 | 20 juillet 1960     | Polynésie française                                  | Pouvanaa Oopa                                                               |                             | SE                          | IPAS                        | Marcel Pouvanaa Oopa                   |       | SE    | RPCD   |
| 6 | 25 mars 1962        | Wallis-et-Futuna                                     | Circonscription inexistante                                                 | Circonscription inexistante | Circonscription inexistante | Circonscription inexistante | Hervé Loste                            |       | CNIP  | IPAS   |

Le 3 juillet 1962, le mandat des 71 députés de l'Algérie française prend fin en raison de l'indépendance de l'Algérie.
La composition de l'Assemblée est également modifiée par des élections législatives partielles consécutives à des annulations d'élections par le conseil constitutionnel ou à des démissions de députés.
Ainsi, depuis le début de la législature, quinze élections législatives partielles ont eu lieu.
| # | Dates de l’élection         | Circonscription             | Député élu lors des élections législatives de 1958 | Parti | Parti | Groupe | Député élu ou réélu lors de l'élection partielle | Parti | Parti | Groupe | Raison de la tenue d'une élection partielle                                                                                         |
| - | --------------------------- | --------------------------- | -------------------------------------------------- | ----- | ----- | ------ | ------------------------------------------------ | ----- | ----- | ------ | --- |
| 1 | 22 février 1959             | 5e du Haut-Rhin             | Henri Ulrich                                       |       | MRP   | RPCD   | Henri Ulrich                                     |       | MRP   | RPCD   | Élection de novembre 1958 invalidée par la Commission constitutionnelle provisoire,                                                 |
| 2 | 22 février et 1er mars 1959 | 1re de la Charente-Maritime | Alain de Lacoste-Lareymondie                       |       | CNIP  | IPAS   | Alain de Lacoste-Lareymondie                     |       | CNIP  | IPAS   | Élection de novembre 1958 invalidée par la Commission constitutionnelle provisoire,                                                 |
| 3 | 22 février et 1er mars 1959 | 3e de la Drôme              | Henri Durand                                       |       | CNIP  | IPAS   | Henri Durand                                     |       | CNIP  | IPAS   | Élection de novembre 1958 invalidée par la Commission constitutionnelle provisoire,                                                 |
| 4 | 5 et 12 avril 1959          | 3e de l'Ardèche             | Albert Liogier                                     |       | UNR   | UNR    | Albert Liogier                                   |       | UNR   | UNR    | Élection de novembre 1958 invalidée par la Commission constitutionnelle provisoire,                                                 |
| 5 | 14 juin 1959                | 2e de La Réunion            | Valère Clément                                     |       | UNR   | UNR    | Valère Clément                                   |       | UNR   | UNR    | Élection de novembre 1958 invalidée par le Conseil constitutionnel                                                                  |
| 6 | 12 juillet 1959             | 14e de l'Algérie francaise  | Léopold Morel                                      |       | SE    | RNUR   | Roger Roth                                       |       | SE    | RNUR   | Élu au sénat |
| 7 | 22 et 29 mai 1960           | 1re de Maine-et-Loire       | Jean Foyer (suppléant de Victor Chatenay)          |       | UNR   | UNR    | Jacques Millot                                   |       | UNR   | UNR    | Nommé au Conseil constitutionnel, sont remplaçant est finalement nommé au Gouvernement, une élection partielle est alors organisée. |
| 8 | 4 et 11 juin 1961           | 7e de la Seine              | René Moatti                                        |       | UNR   | UNR    | Gabriel Kaspereit                                |       | UNR   | UNR    | Démissionnaire |
| 9 | 4 mars 1962                 | Comores                     | Saïd Mohamed Ben Chech Abdallah Cheikh             |       | UDSR  | UNR    | Ahmed Mohamed                                    |       | UNR   | UNR    | Démissionnaire |

| Date            | Siège à pourvoir | Vacant | Raison                                                   |
| --------------- | ---------------- | ------ | -------------------------------------------------------- |
| 9 décembre 1958 | 579              | 0      | Composition initiale                                     |
| 8 février 1959  | 579              | 1      | Nomination d'un ministre non remplacé                    |
| 29 mars 1959    | 579              | 2      | Décès non remplacé                                       |
| 26 avril 1959   | 579              | 3      | Élu Sénateur non remplacé                                |
| 31 mai 1959     | 580              | 3      | Siège supplémentaire pour la circonscription des Comores |
| 23 juin 1959    | 580              | 4      | Membre du Conseil économique et social non remplacé      |
| 7 juillet 1959  | 580              | 5      | Membre du Conseil économique et social non remplacé      |
| 15 juillet 1959 | 552              | 0      | Fin du mandat des députés des Territoires d'outre-mer    |
| 5 mai 1961      | 552              | 1      | Déchu                                                    |
| 17 mai 1961     | 552              | 2      | Démission                                                |
| 25 mars 1962    | 553              | 2      | Nouvelle circonscription                                 |
| 15 mai 1962     | 553              | 3      | Nomination d'un ministre non remplacé                    |
| 19 juin 1962    | 553              | 4      | Démission                                                |
| 27 juin 1962    | 553              | 5      | Démission                                                |
| 27 juin 1962    | 482              | 2      | Indépendance de l'Algérie                                |

### Fin de la législature
| Groupe parlementaire               | Groupe parlementaire               | Groupe parlementaire                                | Députés                            | Députés                            | Députés |  |
| Groupe parlementaire               | Groupe parlementaire               | Groupe parlementaire                                | Membres                            | Apparentés                         | Total   |  |
| ---------------------------------- | ---------------------------------- | --------------------------------------------------- | ---------------------------------- | ---------------------------------- | ------- |  |
|                                    | UNR                                | Union pour la nouvelle République                   | ?                                  | ?                                  | 205     |  |
|                                    | IPAS                               | Indépendants et paysans d'action sociale            | ?                                  | ?                                  | 123     |  |
|                                    | RPCD                               | Républicains populaires et du Centre démocratique   | ?                                  | ?                                  | 57      |  |
|                                    | SOC                                | Socialiste                                          | ?                                  | ?                                  | 45      |  |
|                                    | RNUR                               | Regroupement national pour l'unité de la République | ?                                  | ?                                  | 37      |  |
|                                    | ED                                 | Entente démocratique                                | ?                                  | ?                                  | 36      |  |
|                                    |                                    |                                                     |                                    |                                    |         |  |
| Total de députés membre de groupes | Total de députés membre de groupes | Total de députés membre de groupes                  | Total de députés membre de groupes | Total de députés membre de groupes | 503     |  |
|                                    | Isolés                             | Isolés                                              | Isolés                             | Isolés                             | 48      |  |
|                                    |                                    |                                                     |                                    |                                    |         |  |
| Total des sièges pourvus           | Total des sièges pourvus           | Total des sièges pourvus                            | Total des sièges pourvus           | Total des sièges pourvus           | 551     |  |

### Président des groupes parlementaires
| Groupe | Groupe  | Début | Fin                          | Titulaire                    | Circonscription            |
| ------ | ------- | ----- | ---------------------------- | ---------------------------- | -------------------------- |
|        | UNR     | 1958  | 1959                         | Maurice Bayrou               | Moyen-Congo - Gabon        |
| 1959   | UNR     | 1960  | Louis Terrenoire             | 1re de l'Orne                |                            |
| 1960   | UNR     | 1962  | Raymond Schmittlein          | 1re du Territoire de Belfort |                            |
|        | IPAS    | 1958  | 1961                         | Henry Bergasse               | 1re des Bouches-du-Rhône   |
| 1961   | IPAS    | 1962  | Bertrand Motte               | 1re du Nord                  |                            |
|        | FAEAS   | 1958  | 1959                         | Dominique Renucci            | 15e de l'Algérie française |
|        | RNUR    | 1959  | 1962                         | Pierre Portolano             | 16e de l'Algérie française |
|        | RPCD    | 1958  | 1960                         | Charles Bosson               | 1re de la Haute-Savoie     |
| 1960   | RPCD    | 1962  | Henri Dorey                  | 2e du Territoire de Belfort  |                            |
|        | SOC     | 1958  | 1962                         | Francis Leenhardt            | 6e des Bouches-du-Rhône    |
|        | FANI/ED | 1958  | 1960                         | Jean Médecin (PRI)           | 2e des Alpes-Maritimes     |
| 1960   | FANI/ED | 1962  | Maurice Faure (Rad)          | 1re du Lot                   |                            |
| 1962   | FANI/ED | 1962  | Eugène Claudius-Petit (UDSR) | 4e de la Loire               |                            |

## Président de l'Assemblée
- Jacques Chaban-Delmas (UNR, 2e circonscription de la Gironde)

### Élection du président de l'Assemblée nationale
| Candidat              | Circonscription | Groupe politique | Groupe politique | Premier tour | Premier tour | Second tour | Second tour |
| Candidat              | Circonscription | Groupe politique | Groupe politique | Voix         | %            | Voix        | %           |
| --------------------- | --------------- | ---------------- | ---------------- | ------------ | ------------ | ----------- | ----------- |
| Jacques Chaban-Delmas | Gironde (2e)    |                  | UNR              | 259          | 47,87        | 355         | 68,80       |
| Paul Reynaud          | Nord (12e)      |                  | IPAS             | 168          | 31,05        | Retrait     | Retrait     |
| Max Lejeune           | Somme (4e)      |                  | SOC              | 89           | 16,45        | 132         | 25,58       |
| Fernand Grenier       | Seine (40e)     |                  | Isolés           | 12           | 2,22         | 16          | 3,10        |
| Divers                |                 |                  |                  | 13           | 2,40         | 13          | 2,52        |
|                       |                 |                  |                  |              |              |             |             |
| Votants               | Votants         | Votants          | Votants          | 552          | 100          | 550         | 100         |
| Blancs et nuls        | Blancs et nuls  | Blancs et nuls   | Blancs et nuls   | 11           | 1,99         | 34          | 6,18        |
| Exprimés              | Exprimés        | Exprimés         | Exprimés         | 541          | 98,01        | 516         | 93,82       |

## Bureau de l'Assemblée nationale

### 1959
| Candidat                 | Groupe politique | Groupe politique | Voix | Situation |  |
| ------------------------ | ---------------- | ---------------- | ---- | --------- |  |
| Jacques Fourcade         |                  | IPAS             | 503  | Nommés    |  |
| Saïd Boualam             |                  | RNUR             | 293  | Nommés    |  |
| Jean Montalat            |                  | SOC              | 291  | Nommés    |  |
| Eugène Van der Meersch   |                  | UNR              | 287  | Nommés    |  |
| Marie-Madeleine Dienesch |                  | RPCD             | 281  | Nommés    |  |
| Édouard Frédéric-Dupont  |                  | IPAS             | 280  | Nommés    |  |
| Pierre Villon            |                  | COM              | 36   |           |  |
| Divers                   | Divers           | Divers           | 7    |           |  |
|                          |                  |                  |      |           |  |
| Votants                  | Votants          | Votants          | 537  |           |  |
| Blancs et nuls           | Blancs et nuls   | Blancs et nuls   | 8    |           |  |
| Exprimés                 | Exprimés         | Exprimés         | 529  |           |  |
| Majorité absolue         | Majorité absolue | Majorité absolue | 265  |           |  |

| Candidat         | Groupe politique | Groupe politique | Voix | Situation |  |
| ---------------- | ---------------- | ---------------- | ---- | --------- |  |
| Edmond Bricout   |                  | UNR              | 490  | Nommés    |  |
| Noël Barrot      |                  | RPCD             | 486  | Nommés    |  |
| Michel Jacquet   |                  | IPAS             | 486  | Nommés    |  |
| Paul Cermolacce  |                  | COM              | 13   |           |  |
| Divers           | Divers           | Divers           | 5    |           |  |
|                  |                  |                  |      |           |  |
| Votants          | Votants          | Votants          | 527  |           |  |
| Blancs et nuls   | Blancs et nuls   | Blancs et nuls   | 16   |           |  |
| Exprimés         | Exprimés         | Exprimés         | 511  |           |  |
| Majorité absolue | Majorité absolue | Majorité absolue | 256  |           |  |

### 1960
| Candidat                   | Groupe politique | Groupe politique | Voix | Situation |  |
| -------------------------- | ---------------- | ---------------- | ---- | --------- |  |
| Jean Montalat              |                  | SOC              | 420  | Nommés    |  |
| Jean Chamant               |                  | IPAS             | 418  | Nommés    |  |
| André Valabrègue           |                  | UNR              | 409  | Nommés    |  |
| Saïd Boualam               |                  | RNUR             | 390  | Nommés    |  |
| Édouard Frédéric-Dupont    |                  | IPAS             | 382  | Nommés    |  |
| Jacqueline Thome-Patenôtre |                  | ED               | 373  | Nommés    |  |
| Robert Ballanger           |                  | COM              | 20   |           |  |
| Divers                     | Divers           | Divers           | 5    |           |  |
|                            |                  |                  |      |           |  |
| Votants                    | Votants          | Votants          | 469  |           |  |
| Blancs et nuls             | Blancs et nuls   | Blancs et nuls   | 11   |           |  |
| Exprimés                   | Exprimés         | Exprimés         | 458  |           |  |
| Majorité absolue           | Majorité absolue | Majorité absolue | 230  |           |  |

| Candidat         | Groupe politique | Groupe politique | Voix | Situation |  |
| ---------------- | ---------------- | ---------------- | ---- | --------- |  |
| Noël Barrot      |                  | RPCD             | 443  | Nommés    |  |
| Edmond Bricout   |                  | UNR              | 443  | Nommés    |  |
| Michel Jacquet   |                  | IPAS             | 427  |           |  |
|                  |                  |                  |      |           |  |
| Votants          | Votants          | Votants          | 460  |           |  |
| Blancs et nuls   | Blancs et nuls   | Blancs et nuls   | 8    |           |  |
| Exprimés         | Exprimés         | Exprimés         | 452  |           |  |
| Majorité absolue | Majorité absolue | Majorité absolue | 227  |           |  |

### 1961 1resession ordinaire
| Candidat                | Groupe politique | Groupe politique | Voix | Situation |  |
| ----------------------- | ---------------- | ---------------- | ---- | --------- |  |
| Jean Montalat           |                  | SOC              | 320  | Nommés    |  |
| Jean Chamant            |                  | IPAS             | 300  | Nommés    |  |
| Eugène Claudius-Petit   |                  | ED               | 409  | Nommés    |  |
| Édouard Frédéric-Dupont |                  | IPAS             | 271  | Nommés    |  |
| Pierre Carous           |                  | UNR              | 269  | Nommés    |  |
| Saïd Boualam            |                  | RNUR             | 268  | Nommés    |  |
| Robert Abdesselam       |                  | RNUR             | 52   |           |  |
| Robert Ballanger        |                  | COM              | 31   |           |  |
| Divers                  | Divers           | Divers           | 17   |           |  |
|                         |                  |                  |      |           |  |
| Votants                 | Votants          | Votants          | 384  |           |  |
| Blancs et nuls          | Blancs et nuls   | Blancs et nuls   | 4    |           |  |
| Exprimés                | Exprimés         | Exprimés         | 380  |           |  |
| Majorité absolue        | Majorité absolue | Majorité absolue | 191  |           |  |

| Candidat         | Groupe politique | Groupe politique | Voix | Situation |  |
| ---------------- | ---------------- | ---------------- | ---- | --------- |  |
| Noël Barrot      |                  | RPCD             | 357  | Nommés    |  |
| Michel Jacquet   |                  | IPAS             | 347  | Nommés    |  |
| Edmond Bricout   |                  | UNR              | 338  | Nommés    |  |
|                  |                  |                  |      |           |  |
| Votants          | Votants          | Votants          | 377  |           |  |
| Blancs et nuls   | Blancs et nuls   | Blancs et nuls   | 6    |           |  |
| Exprimés         | Exprimés         | Exprimés         | 371  |           |  |
| Majorité absolue | Majorité absolue | Majorité absolue | 186  |           |  |

### 1961 2esession ordinaire
| Candidat                   | Groupe politique | Groupe politique | Voix | Situation |  |
| -------------------------- | ---------------- | ---------------- | ---- | --------- |  |
| Jean Montalat              |                  | SOC              | 337  | Nommés    |  |
| Jean Chamant               |                  | IPAS             | 296  | Nommés    |  |
| Saïd Boualam               |                  | RNUR             | 289  | Nommés    |  |
| Jacques Raphaël-Leygues    |                  | UNR              | 289  | Nommés    |  |
| Jacqueline Thome-Patenôtre |                  | ED               | 285  | Nommés    |  |
| Édouard Frédéric-Dupont    |                  | IPAS             | 261  | Nommés    |  |
| Robert Ballanger           |                  | COM              | 40   |           |  |
|                            |                  |                  |      |           |  |
| Votants                    | Votants          | Votants          | 391  |           |  |
| Blancs et nuls             | Blancs et nuls   | Blancs et nuls   | 4    |           |  |
| Exprimés                   | Exprimés         | Exprimés         | 387  |           |  |
| Majorité absolue           | Majorité absolue | Majorité absolue | 194  |           |  |

| Candidat         | Groupe politique | Groupe politique | Voix | Situation |  |
| ---------------- | ---------------- | ---------------- | ---- | --------- |  |
| Noël Barrot      |                  | RPCD             | 345  | Nommés    |  |
| Edmond Bricout   |                  | UNR              | 341  | Nommés    |  |
| Michel Jacquet   |                  | IPAS             | 330  | Nommés    |  |
| Divers           | Divers           | Divers           | 2    |           |  |
|                  |                  |                  |      |           |  |
| Votants          | Votants          | Votants          | 377  |           |  |
| Blancs et nuls   | Blancs et nuls   | Blancs et nuls   | 4    |           |  |
| Exprimés         | Exprimés         | Exprimés         | 373  |           |  |
| Majorité absolue | Majorité absolue | Majorité absolue | 187  |           |  |

## Présidences de commissions
| Commission législative                                                                                     | Président | Président                                                                                   | Groupe |
| --- | --------- | ------------------------------------------------------------------------------------------- | ------ |
| Commission des Affaires culturelles, familiales et sociales                                                |           | Léon Delbecque (jusqu'au 11 octobre 1960) Marius Durbet (à partir du 11 octobre 1960)       | UNR    |
| Commission de la production et des échanges                                                                |           | Maurice Lemaire                                                                             | UNR    |
| Commission des Affaires étrangères                                                                         |           | Maurice Schumann (jusqu'au 27 avril 1962) Maurice-René Simonnet (à partir du 27 avril 1962) | RPCD   |
| Commission de la Défense nationale et des Forces armées                                                    |           | François Valentin (jusqu'au 27 avril 1962) Henry Bergasse (à partir du 27 avril 1962)       | IPAS   |
| Commission des Finances, des affaires économiques et du plan                                               |           | Paul Reynaud                                                                                | IPAS   |
| Commission des Lois constitutionnelles, de la Législation et de l'Administration générale de la République |           | René Moatti (jusqu'au 11 octobre 1960) Marcel Sammarcelli (à partir du 11 octobre 1960)     | UNR    |

## Travail parlementaire

### Historique des sessions
Le Parlement se réunit de trois façons différentes : en session ordinaire, en session extraordinaire ou en réunion de plein droit.
Les sessions ordinaires, conformément à l'article 28 de la Constitution, « commence[nt] le premier jour ouvrable d'octobre et pren[nent] fin le dernier jour ouvrable de juin ». Elles sont ainsi autonomes dans leur organisation.
Les sessions extraordinaires sont, quant à elles, réunies sur demande du Premier ministre ou de la majorité des députés. Elles sont convoquées et clôturées par décret du Président de la République, et portent sur un ordre du jour précis. Elles ont généralement lieu en juillet et en septembre.
Les réunions de plein droit se déroulent en dehors des sessions ordinaires ou extraordinaires du Parlement. Elles permettent par exemple la tenue de Congrès à Versailles pour les révisions constitutionnelles ou pour une déclaration du président de la République. À l'instar des sessions extraordinaires, elles sont convoquées par décret du chef de l’État.
La Ire législature a  compté sept sessions ordinaires, cinq sessions extraordinaires et une réunion de plein droit, soit un total de treize sessions différentes.
| Session                | Dates                               | Projet de loi | Faits notables |
| ---------------------- | ----------------------------------- | --- | --- |
| Réunions constitutives | 9 décembre 1958 - 11 décembre 1958  | | |
| Session extraordinaire | 15 janvier 1959 - 30 janvier 1959   | - Approbation du programme du Gouvernement - Projet de résolution tendant à fixer les conditions provisoires de fonctionnement de l’Assemblée Nationale | |
| Session extraordinaire | 28 avril 1959 - 27 juillet 1959     | - Projet de loi de programme relative à l’équipement sanitaire et social - Projet de Règlement définitif de l’Assemblée Nationale - Proposition de résolution relative à la bibliothèque polonaise de Paris - Projet de loi portant dispositions financières intéressant l’Algérie - Projet de loi de programme relative à l’équipement agricole - Projet de loi relatif à la promotion sociale - Projet de loi de programme relative à l’équipement scolaire et universitaire | |
| Session ordinaire      | 13 octobre 1959 - 18 décembre 1959  | - Projet de loi portant réforme fiscale - Projet de loi de finances pour 1960 - Projet de loi relative au renouvellement des baux commerciaux - Projet de loi portant réforme du contentieux fiscal et divers aménagements fiscaux - Projet de loi de ratification du traité franco-éthiopien | - Approbation de la déclaration de la politique générale faite par le Premier Ministre - Motion de censure                                                 |
| Session extraordinaire | 21 décembre 1959 - 30 décembre 1959 | - Projet de loi de finances pour 1960 - Projet de Loi sur les rapports entre l'État et les établissements d'enseignement privés | |
| Session extraordinaire | 2 février 1960 - 3 février 1960     | - Projet de loi de pouvoirs spéciaux | |
| Session ordinaire      | 26 avril 1960 - 25 juillet 1960     | - Projet de loi constitutionnelle - Projet de loi d'orientation agricole - Projet de loi de finance rectificative pour 1960 - Projet de loi approuvant les accords du 22 juin 1960 entre la France et le Mali - Projet de loi approuvant les accords du 27 juin 1960 entre la France et la République malgache - Projet de loi relatif aux assurances maladie, invalidité et maternité des exploitants agricoles et des membres non salariés de leur famille - Projet de loi approuvant les accords de transfert du 12 juillet 1960 entre la France et les Républiques centrafricaine, du Congo, République gabonaise Républiques de la Côte d’Ivoire, du Dahomey, du Niger et de Haute-Volta, du Tchad - Projet de loi instituant un supplément à la prime mensuelle de transport - Projet de loi relatif à la lutte contre les fléaux sociaux | - Motion de censure - Proposition de résolution requérant la suspension de la détention d’un député                                                        |
| Session ordinaire      | 4 octobre 1960 - 16 décembre 1960   | - Projet de loi de programmation militaire - Projet de loi de finances pour l’année 1961 - Projet de loi relatif aux assurances sociales agricoles - Projet de loi portant réforme des régimes matrimoniaux - Projet de loi de finances rectificative pour 1960 - Projet de loi constitutionnelle - Projet de loi relatif au district de Paris | - Demande de levée de l’immunité parlementaire de M. Lagaillarde                                                                                           |
| Session de droit       | 25 avril 1961 - 29 septembre 1961   | - Projet de loi relatif à l’organisation de la région de Paris - Projet de loi relatif à l’accession des Français musulmans à certains grades militaires - Projet de loi portant réforme des taxes sur le chiffre d’affaires - Projet de loi sur le statut de Wallis et Futuna - Projet de loi de finances rectificatives pour 1961 - Projet de loi sur les régimes matrimoniaux - Projet de loi relatif à la date des élections - Projet de loi sur le régime foncier des départements d’outre-mer - Projet de loi sur la vente des salmonidés sauvages | - Demande de levée de l’immunité parlementaire de Marc Lauriol                                                                                             |
| Session ordinaire      | 3 octobre 1961 - 15 décembre 1961   | - Projet de loi sur les prix agricoles - Projet de loi de finances pour 1962 - Projet de loi portant fixation des crédits ouverts aux services civils de l’Algérie - Projet de loi relatif aux rapatriés - Projet de loi relatif au collectif pour l’Algérie | - Motion de censure |
| Session extraordinaire | 20 mars 1962 - 21 mars 1962         | | |
| Session ordinaire      | 24 avril 1962 - 24 juillet 1962     | - Projet de loi portant approbation du plan de développement économique et social - Projet de loi sur les baux ruraux - Projet de loi complémentaire à la loi d’orientation agricole - Projet de loi relatif au patrimoine historique | - Approbation du programme du Gouvernement Georges Pompidou - Motion de censure - Levée de l’immunité parlementaire de Georges Bidault - Motion de censure |
| Session extraordinaire | 24 juillet 1962 - 27 juillet 1962   | - Projet de loi complémentaire d’orientation agricole - Projet de loi portant approbation du plan de développement économique et social - Projet de loi sur les baux ruraux - Projet de loi complémentaire à la loi d’orientation agricole - Projet de loi relatif au patrimoine historique | - Motion de censure - Levée de l’immunité parlementaire de Georges Bidault - Motion de censure                                                             |
| Session extraordinaire | 2 octobre 1962 - 4 octobre 1962     | | - Motion de censure |

## Motion de censure
| Date de dépôt    | Auteurs (groupe) | Auteurs (groupe)                   | Objet                                                          | Premier ministre | Premier ministre | Date du vote     | Majorité | Pour |
| ---------------- | ---------------- | ---------------------------------- | -------------------------------------------------------------- | ---------------- | ---------------- | ---------------- | -------- | ---- |
| 28 avril 1960    |                  | Raoul Bayou (Soc.) et 56 membres   | Refus de convocation de l'assemblée nationale (crise agricole) |                  | Michel Debré     | 5 mai 1960       | 276      | 122  |
| 12 décembre 1961 |                  | Paul Mercieca (Soc.) et 60 membres | Politique générale du Gouvernement                             |                  | Michel Debré     | 15 décembre 1961 | 276      | 199  |
| 30 mai 1962      |                  | René Cathala (RNUR) et 56 membres  | Politique générale en Algérie                                  |                  | Georges Pompidou | 5 juin 1962      | 276      | 113  |
| 2 octobre 1962   |                  | Paul Reynaud (IPAS) et 52 membres  | Élection du Président de la République                         |                  | Georges Pompidou | 4 octobre 1962   | 241      | 280  |

| Date            | Occasion           | Premier ministre | Premier ministre | Pour | Contre |
| --------------- | ------------------ | ---------------- | ---------------- | ---- | ------ |
| 15 janvier 1959 | Programme          |                  | Michel Debré     | 453  | 56     |
| 14 octobre 1959 | Politique générale |                  | Michel Debré     | 441  | 23     |
| 26 avril 1962   | Programme          |                  | Georges Pompidou | 259  | 128    |